# Al filo de la ley (película de 2015)
Al filo de la ley es una película policial de acción peruana de 2015 producida por OR Producciones, con la dirección de Hugo Flores y Juan Carlos Flores. El elenco está conformado por Renato Rossini y Julián Legaspi en los roles protagónicos; con Fernando Vásquez y Carlos Montalvo en los coprotagónicos; y Reynaldo Arenas, Rómulo Assereto y Rubén Martorell en los roles antagónicos.
La película fue grabada en el año 2014 y se estrenó el 9 de julio de 2015 en los cines peruanos.
La cinta marca el debut cinematográfico de la modelo y actriz Milett Figueroa, quién se suma al reparto principal y a su vez, la última participación actoral del actor Rubén Martorell antes de su muerte en mayo de ese año.[cita requerida]

## Sinopsis
Cuenta la historia de Gino «Mauro» de Souza (Julián Legaspi) y Vicente «Gringo» Ballota (Renato Rossini), dos mejores amigos quienes traicionaron a la mafia, la cual cambiaron sus identidades para mejorar sus vidas. Veinte años después, Mauro se encontraba viviendo en la selva peruana, mientras que Gringo estaba en convivencia con su pareja Marta Gutiérrez (Karen Dejo). 
Tras el recibimiento de disparo al Mayor (Juan Manuel Ochoa) quedando herido y la muerte de uno de los policías a manos de la banda criminal Los Halcones Nocturnos, Mauro y Gringo se unieron a la policía al mando del capitán Ayala (Fernando Vásquez) con su mano derecha el teniente Correa (Romulo Assereto) como infiltrados para desarticular a El Cartel de Reyes, una mafia de narcotráfico liderada por el delincuente Genaro Valdez «el Tunche» (Reynaldo Arenas), quién quiere eliminar sus culpas comprando a los jueces y fiscales, acompañado de Mario Ferreti (Rubén Martorell), un abogado corrupto.
Gringo y Mauro fueron a cumplir su objetivo con ayuda de Manolo (Carlos Montalvo), un mecánico, quien ayudó a ambos a encontrar un auto de lujo para encontrar a Valdez y llevarlo a la Policía por sus delitos. Por otro lado, Valdez estaba en una cena romántica con Jimena (Fiorella Flores), una joven menos edad que él, en un restaurante. Además de ello, la periodista Evelyn Ortiz (Katy Jara) durante una conferencia de prensa, pregunta a Valdez por el tema de su juicio, en el cual el narcotraficante dice no estar involucrado, mintiéndola con el cuento de que es un empresario exitoso y querer colaborar con la Justicia, en la que finalmente Evelyn lo encara sabiendo la verdad de los hechos y los delitos de Valdez y sus aliados.
Gringo y Mauro hicieron un negocio con Valdez con el cuento de que son nuevos en el rubro, y este último los aceptó. Continuando con las investigaciones, días después, Gringo y Mauro se reunieron en la playa con el Tunche para los negocios ilícitos, en el cual Valdez hizo presentar a sus trabajadoras Joselyn (Xoana González) y Lorena «Gata» (Milett Figueroa), esta última mano derecha del narcotraficante, para que finalmente ellas tendrían un encuentro íntimo con Mauro y Gringo cada una por su lado. Antes del encuentro, Joselyn comentó a Mauro que Valdez reúne a gente importante para recibir plata sucia, uno de ellos un congresista corrupto y un fiscal. Mientras que Gringo tendría un encuentro con Gata pero todo salió mal.
Gringo y Mauro encontraron rastros de Valdez para desenmascararlo, continuando así con la investigación y obteniendo la aceptación de Ayala y rechazo de Correa.
Finalmente, Manolo encontró a Valdez subiendo a un bus con dirección a Ica en el cual Mauro y Gringo siguieron al vehículo para capturar a Valdez. Por otro lado, Valdez tomó rehén a los pasajeros y agarró del cuello a una terramoza con su arma de fuego, obligando al chofer avanzar rápido para que no lo atraparan. 
Mauro y Gringo capturaron a Valdez bajándolo del vehículo por sus delitos de narcotráfico, siendo llevado con Ayala y Correa. Sin embargo, Correa traiciona a Ayala amenazándolo con matarlo, enterándose este último que es un policía corrupto, manchando el nombre de su institución, con lo que Valdez se salva de la justicia con ayuda de Correa. 
Minutos después, Correa mata a Ayala y se une con Valdez para sus actos ilícitos. Tras no concluir con el caso Valdez, Mauro y Gringo se separan para cada uno por su lado y se van a unir pronto para capturar a Valdez definitivo.

## Elenco
Los actores que participan en esta película son:
- Julián Legaspi como Gino «Mauro» de Souza: Protagonista. Exnarcotraficante, quién junto a Gringo colabora con la Policía.
- Renato Rossini como Vicente «Gringo» Ballota: Protagonista. Mejor amigo de Mauro y exnarcotraficante. Se une a la Policía para capturar a Valdez.
- Reynaldo Arenas como Genaro «el Tunche» Valdez: Antagonista central. Líder de la mafia El Cartel de Reyes, hombre malo y calculador.
- Milett Figueroa como Lorena «Gata»: Mujer seductora y sensual, mano derecha de Genaro Valdez.[7]
- Fernando Vásquez como Capitán Ayala: Coprotagonista. Policía quién acepta a Mauro y Gringo en la colaboración de la investigación en contra de Valdez.
- Rómulo Assereto como Teniente Correa: Antagonista principal. Policía corrupto, quién traiciona a Ayala para trabajar con Valdez en sus fechorías.
- Karen Dejo como Marta Gutiérrez: Pareja de Gringo.
- Fiorella Flores como Jimena: Saliente de Valdez, quién fue invitada a una cena romántica.
- Xoana González como Joselyn: Asistenta de Gata, mujer seductora y astuta.
- Katy Jara como Evelyn Ortiz: Periodista, que colabora con las investigaciones en contra de Valdez.
- Rubén Martorell como Mario Ferreti: Antagonista principal. Abogado corrupto, quién trabaja para Valdez y es su brazo derecho.
- Carlos Montalvo como Manolo: Coprotagonista. Mecánico, amigo de Mauro y Gringo, quién colabora en sus actos de investigación a Valdez.
- Juan Manuel Ochoa como Mayor: Máxima autoridad de la Policía, quién participa en la investigación en contra de Valdez.
- Miriam Saavedra como la Stríper: Trabaja en una discoteca donde se encuentran con Gringo y Mauro.
- Antonio Pavón como Dueño de discoteca: Hombre que trabaja para Valdez y fue descubierto por Gringo y Mauro mientras estaba en un encuentro íntimo con una trabajadora, en el cual fue golpeado por ambos.
- Mariajosé Vega como Beatriz: Mejor amiga de Jimena.
- Renato Rossini Jr. como DJ: Trabaja en el taller mecánico.

## Recepción

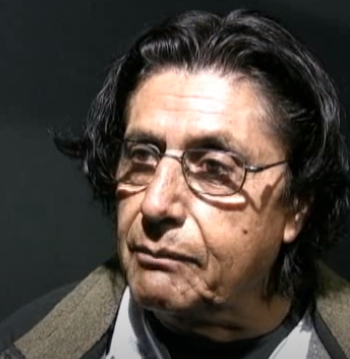
El primer actor peruano Reynaldo Arenas interpreta a Genaro Valdez, el líder de la banda criminal El Cartel de Reyes.

La película fue vista por 16.387 espectadores en su primer día en salas, convirtiéndose en la segunda película peruana más vista en su primer día de estreno por un tiempo. La película atrajo a 168.720 espectadores a lo largo de su paso por los cines peruanos, convirtiéndose en el sexto estreno nacional más taquillero del año por debajo del otro formato Asu mare 2.

## Secuela
Tras el éxito de la primera parte, se confirma que se realizaría una secuela llamada Al filo de la ley 2, que se rodaría en Colombia y Estados Unidos. Esta vez será dirigida por Renato Rossini, además de contar con las actuaciones de Leslie Stewart, Jamila Dahabreh, Gerardo Zamora, Miguel Vergara, Mauricio Diez Canseco y Lisandra Lizama.
Su estreno fue previsto para el 21 de septiembre de 2023 en los cines peruanos.